# Synapturichthys kleinii
A Synapturichthys kleinii a csontos halak (Osteichthyes) főosztályának a sugarasúszójú halak (Actinopterygii) osztályába, ezen belül a lepényhalalakúak (Pleuronectiformes) rendjébe és a nyelvhalfélék (Soleidae) családjába tartozó faj.
Nemének egyetlen faja.

## Előfordulása
A Synapturichthys kleinii elterjedési területe az Atlanti-óceán keleti része, a Földközi-tenger és az Indiai-óceán nyugati része. Előfordulásának legdélebbi pontja a Dél-afrikai Köztársasághoz tartozó Durban város partmenti vízeiben van.

## Megjelenése
Ez a halfaj általában 15 centiméter hosszú, de akár 40 centiméteresre is megnőhet. Barnás színezetű, szabálytalan fehér és sötét vonalakkal mintázva. A vonalak mellett pettyek és foltok is diszítik testét. Úszói feketések. 46-47 csigolyája van.

## Életmódja
A Synapturichthys kleinii a sekély vízű sós- és brakkvizet kedveli. A homokos és iszapos fenéken él. 20-460 méteres mélységben tartózkodik.

## Felhasználása
Az ember, ipari mértékben halássza ezt a szubtrópusi halat.